# عبد العال حلمي
عبد العال حلمي حشيش ( - توفي في سرنديب سنة 1891) هو ضابط مصري، وأحد زعماء الثورة العرابية من مواليد قرية أبو مشهور بمركز بركة السبع محافظة المنوفية والتي كانت تابعة حينها لمركز السنطة بمحافظة الغربية.
في الربع الأخير من القرن التاسع عشر ظهر التذمر في صفوف الضباط المصريين بالجيش المصري من سيطرة العناصر الشركسية والتركية، والتي كان من بينها عثمان رفقي باشا وزير الحربية ذاته، الذي أصدر أمرًا بنقل الأميرالاي عبد العال حلمي حشيش بك قائد آلاي طرة إلى ديوان الجهادية (وزارة الحربية) وجعله معاونًا له، وفي هذا تنقيص من درجته ومركزه، وأمر بتعيين خورشيد نعمان بك ـ وهو من أصل شركسي ـ بدله، كما أصدر أمرًا آخر بفصل أحمد عبد الغفار بك قائمقام آلاي الفرسان وعين بدله ضابطًا شركسيًا.
على إثر ذلك تجمع الضباط المصريون في منزل أحمد عرابي في 16 يناير 1881 لمناقشة عزل الأميرالاي وأحوالهم المتدنية في الجيش. واتفقت كلمتهم على اختيار عرابي رئيسًا لهم، وقرروا أن يتضامنوا معه في تنفيذ ما يأمر به، وأقسموا على السيف والمصحف أنهم يفدونه ويفدون الوطن بأرواحهم، وكتبوا عريضة تطالب رئيس الوزارة رياض باشا بعزل الوزير التركي عثمان رفقي وتعيين مصري مكانه، غير أن الحكومة قامت باعتقال أحمد عرابي وزميليه علي فهمي وعبد العال حلمي وقدمتهم للمحاكمة العسكرية.
فقام زملاء الضباط الثلاثة بقيادة فرقهم العسكرية وحاصروا مقر المحاكمة العسكرية في قصر النيل، ففرت اللجنة العسكرية وخرج الضباط الثلاثة إلي ميدان عابدين لمقابلة الخديوي، وأمام التجمهر في عابدين اضطر الخديو إلي عزل عثمان رفقي وتعيين محمود سامي البارودي وزيرًا للحربية في 1 فبراير 1881.
توفي عبد العال باشا حلمي في منفاه بجزيرة سرنديب سنة 1891.